# アオキスーパー

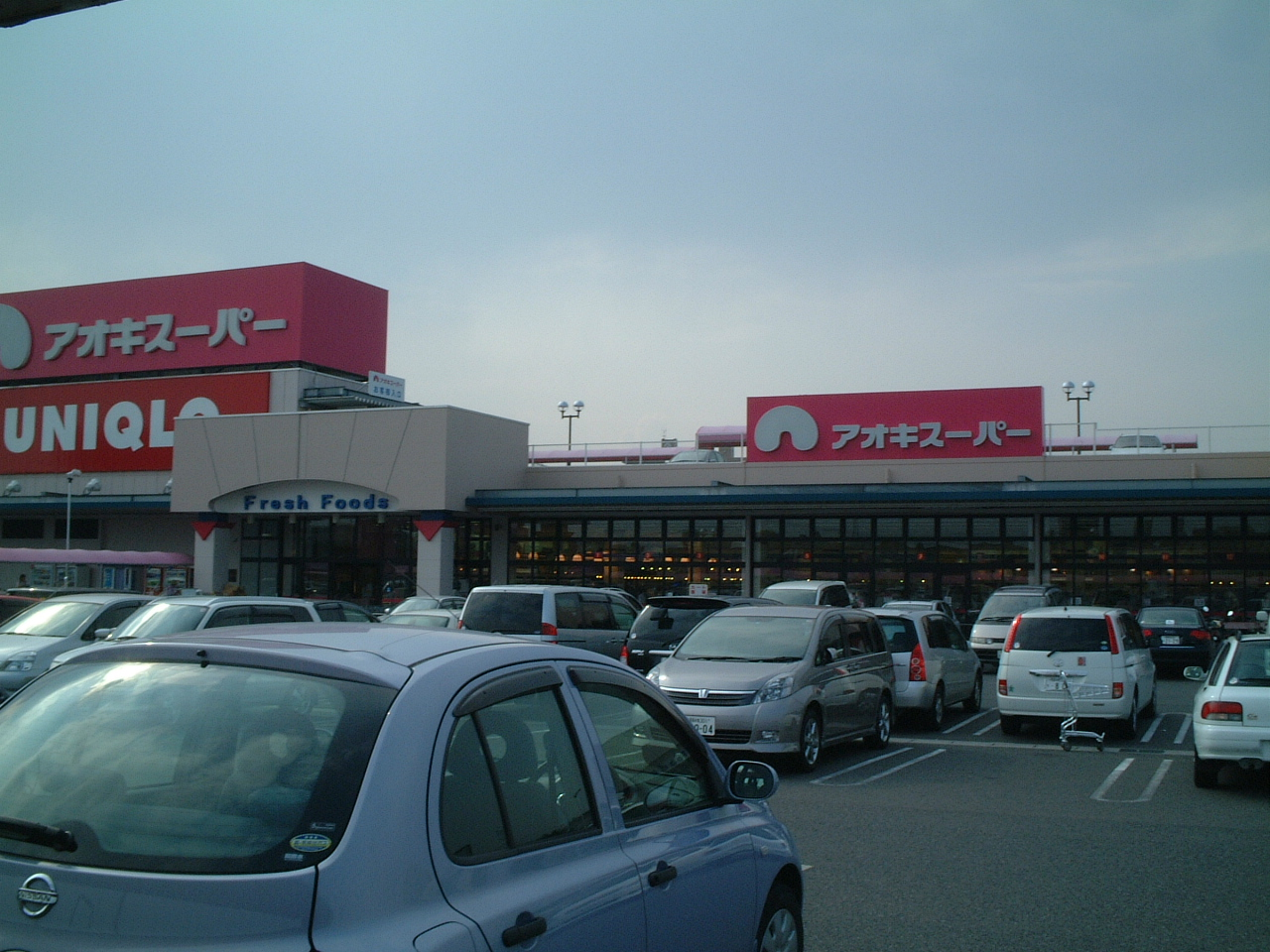
今伊勢店（一宮市今伊勢町）

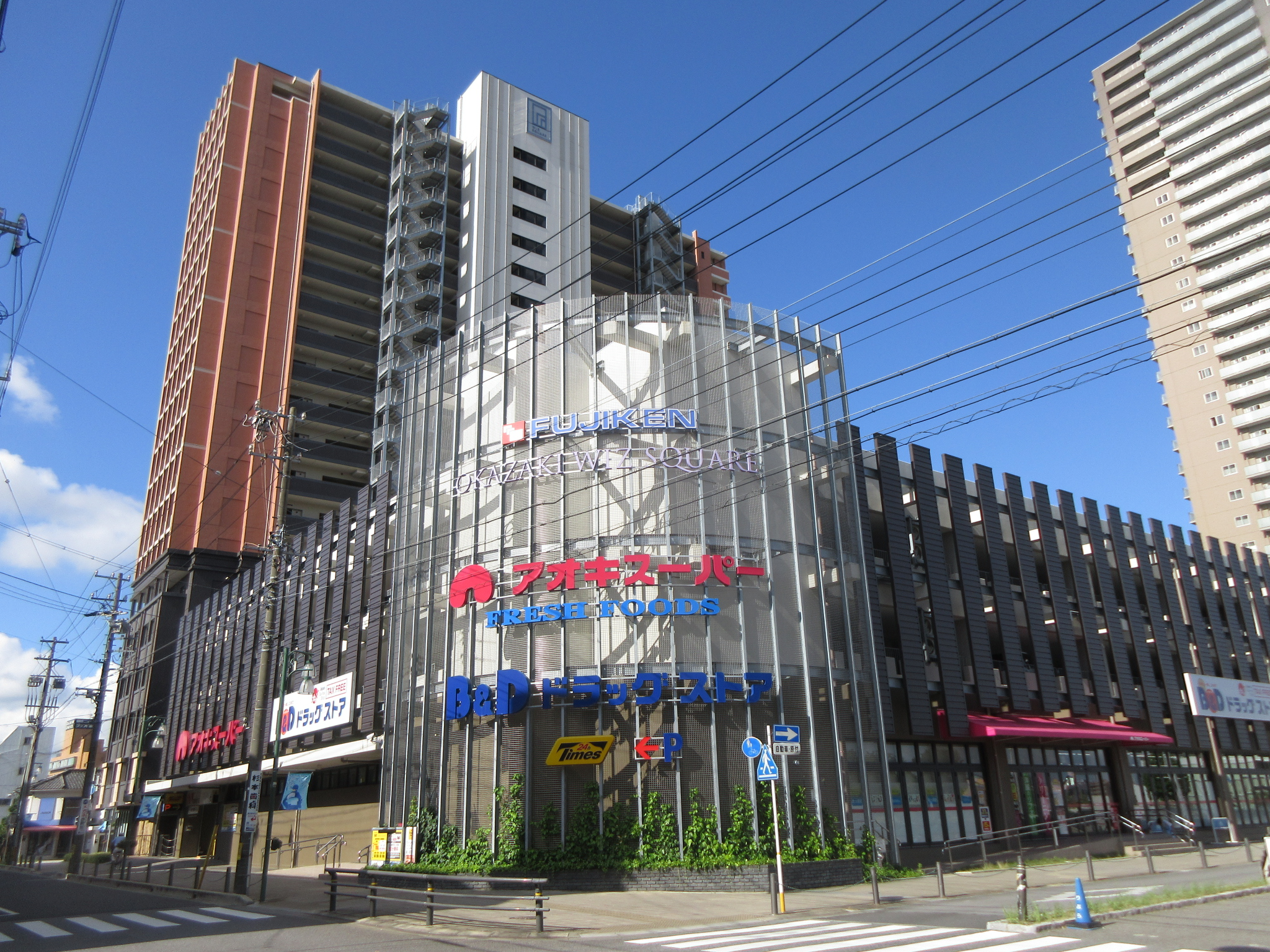
岡崎康生店（岡崎市康生通西）。
松坂屋岡崎店の跡地に建てられた。

株式会社アオキスーパー（英: Aoki Super Co.,LTD.）は、愛知県内にスーパーマーケットを店舗展開する小売業の株式会社である。

## 概要
1941年（昭和16年） - 愛知県海部郡大治町で青木商店（あおきしょうてん）として八百屋を創業したのが始まりである）。
1949年（昭和24年）12月に合名会社青木商店を設立して法人化し、1951年（昭和26年）に名古屋市中村区鳥居西通に初の支店を開設した。
1961年（昭和36年）8月に（初代）中村店を改築して「食品デパート青木」とし、セルフサービス方式に移行してスーパーマーケットとした。
1974年（昭和49年）6月10日に株式会社アオキスーパーを設立し、1994年（平成6年）6月30日に日本証券業協会（後のJASDAQ）へ店頭登録した。
1998年（平成10年）10月29日に初の大型ショッピングセンターとしてアズパークを開業した。
（2代目）中村店を建て替えて2011年（平成23年）8月10日に（3代目）アオキスーパー中村店を開店し、同月21日に本部事務所を同ビル4階・5階に移転した。
電子マネー機能付ポイントカードを発行しており、電子マネーで支払いが可能である。

## 沿革
- 1941年（昭和16年） - 愛知県海部郡大治町で青木商店（あおきしょうてん）として[2]八百屋を創業[7]）。
- 1949年（昭和24年）12月 - 合名会社青木商店を設立[1]。
- 1951年（昭和26年） - 名古屋市中村区鳥居西通に支店を開設[7]。
- 1961年（昭和36年）8月[7] - 改築した（初代）中村店をスーパーマーケット「食品デパート青木」とし[8]、セルフサービス方式に移行[7]。
- 1974年（昭和49年）6月10日 - 株式会社アオキスーパーを設立[1]。
- 1994年（平成6年）6月30日 - 日本証券業協会（後のJASDAQ）へ店頭登録[2][5]。
- 1998年（平成10年）10月29日 - 初の大型ショッピングセンターとしてアズパークを開業[9]。
- 2010年（平成22年）
  - 5月 - 新社屋の建設にあたり、（2代目）中村店を閉店[10]。
  - 7月14日 - 店舗建設用地の買収で有利な取り計らいを受けた見返りに現金1000万円のわいろを渡したとして、愛知県警捜査2課は24日、アオキスーパー（同県津島市）専務、筒井輝雄容疑者（65）を土地区画整理法違反（贈賄）容疑で、わいろを受け取った「日進竹の山南部特定土地区画整理組合」（同県日進市）理事、加藤克也容疑者（70）を同法違反（収賄）容疑でそれぞれ逮捕した。[13]
- 2011年（平成23年）
  - 3月 - 愛知県弥富市に「アオキスーパー総合物流センター」を[14]開設[15]。
  - 8月10日 - （3代目）アオキスーパー中村店を開店[10]。
  - 8月21日 - 子会社の株式会社アズパークおよびアズガーデン株式会社を吸収合併[16][5]。本部事務所を名古屋市中村区鳥居西通1丁目1番地アオキスーパー本社ビル4階・5階に移転[11]。
- 2018年（平成30年）9月28日 - 愛知県名古屋市港区に開業のショッピングモール・ららぽーと名古屋みなとアクルスに出店。
- 2024年（令和6年）
  - 2月28日 - マネジメント・バイアウトの一環として株式会社青木商店が株式公開買付けを実施し、持株比率を議決権所有割合ベースで45.98%とする[17]。
  - 5月2日 - 東京証券取引所スタンダード市場上場廃止[3]。
  - 5月8日 - 株式併合により、株式会社青木商店の完全子会社となる予定[3]。

## 主な店舗
店舗の詳細は、公式サイト「店舗・チラシ」を参照。
- アズパーク（AZ PARK、名古屋市中川区富田町大字新家字横枕649[18]）
  - 敷地面積約14,820m2[18]、鉄骨造2階建て・延べ床面積約20,080m2[18]、売場面積約14,200m2[18]（直営売場面積約2,710m2[9]）、駐車台数約1,500台[18]
  - アオキスーパー（開業当初は同名の子会社が運営）が経営する大型ショッピングセンター（パワーセンター）[9]。家電量販店のエディオン（売場面積約2,660m2）、おもちゃ屋のトイザらス（売場面積約3,290m2）、衣料品店のあかのれん（売場面積約2,040m2）などが入居[9]。

- （3代目）中村店（本店）（名古屋市中村区鳥居西通1丁目1番地[1]）
  - 2011年（平成23年）8月10日に本社ビル内に開店した[10]。売場は1階・2階にある当社初の2フロア構成の店舗である[10]。
- ららぽーと名古屋みなとアクルス店（名古屋市港区）
  - 2018年9月28日に開業したららぽーと名古屋みなとアクルス内に核店舗として出店。
- アズガーデン（海部郡大治町、アズガーデン株式会社）

## 過去に存在した店舗
- （初代）中村店（名古屋市中村区鳥居西通[7]）
  - 1951年（昭和26年）に当社初の支店として開設し[7]、1961年（昭和36年）8月に[7] - 改築してスーパーマーケット「食品デパート青木」とし[8]、セルフサービス方式に移行した[7]。
- （2代目）中村店（名古屋市中村区鳥居西通1-1[19]地下1階[10]）
  - 店舗面積約218m2[19] → 約171坪[10]。2010年（平成22年）5月閉店[10]。
- 富田店（名古屋市中川区富田町春田3-88[1]）
  - 1975年（昭和50年）7月に開店[1]。店舗面積約599m2[1]。
- 相生山店（名古屋市天白区山根町63[1]）
  - 1981年（昭和56年）9月に開店[1]。店舗面積約425m2[1]。
- 浅井店（一宮市浅井町尾関字上川田22-1[1]）
  - 店舗面積約643m2[1]。2011年（平成23年）8月20日閉店。
- 大山店（一宮市大赤見字東川垂6[1]）
  - 1981年（昭和56年）9月に開店[1]。店舗面積約385m2[1]。
- 江南店（江南市村久野町河戸4[1]）
  - 1971年（昭和46年）12月に開店[1]。店舗面積約528m2[1]
- （初代）大治店（海部郡大治町191[20]）
  - 店舗面積約40m2[20]